# ناحیه فورک، شهرستان مارشال، مینه سوتا
ناحیه فورک (به انگلیسی: Fork Township) یک منطقهٔ مسکونی در ایالات متحده آمریکا است که در شهرستان مارشال، مینه‌سوتا واقع شده‌است.
 ناحیه فورک ۷۰٫۲ کیلومتر مربع مساحت و ۱۴ نفر جمعیت دارد و ۲۴۰ متر بالاتر از سطح دریا واقع شده‌است.